# APOEL FC Nicòsia
L'APOEL FC Nicòsia (en grec modern: Aθλητικός Ποδοσφαιρικός Όμιλος Eλλήνων Λευκωσίας, Athlitikòs Podosferikòs Òmilos El·línon Lefkosias (Club Atlètic de Futbol dels Grecs de Nicòsia), ΑΠΟΕΛ Ποδόσφαιρο) és un club esportiu xipriota de la ciutat de Nicòsia.

## Història
El club fou fundat com a POEL (ΠΟΕΛ; Ποδοσφαιρικός Όμιλος Ελλήνων Λευκωσίας, Podosferikòs Òmilos El·línon Lefkosias, Club de Futbol dels Grecs de Nicòsia) el 8 de novembre de 1926. El 1928 creà una secció d'atletisme i canvià el nom per l'actual d'APOEL. Més tard s'hi afegiren seccions de voleibol, tennis de taula, basquetbol (creada el 1947) i ciclisme.
Fou membre fundador de l'Associació Xipriota de Futbol.
El 1996 es formà l'APOEL Football Ltd. amb la intenció de separar les activitats futbolístiques de les de la resta d'esports.

## Estadi
L'APOEL juga al nou Estadi GSP (també conegut com a Estadi Pankípria) des del 1999, que comparteix amb els seus rivals Omònia i Olimpiakòs Nicòsia. Va jugar a l'Estadi Makàrio entre 1978 i 1999.
La secció de bàsquet juga al Pavelló Eleftheria. La de voleibol al Pavelló Lefkòtheo i la de futbol sala al Pavelló de l'Institut Melkonian.

## Entrenadors destacats
- Josef Kunzler
- Pambos Avraamidis
- Béla Guttmann
- Andreas Lazaridis
- Gyula Zsengellér
- Tommy Cassidy
- Khristo Bónev
- Ivan Jovanović

## Presidents
- 1926-1958 – Geòrgios Púlias
- 1958-1967 – Efthívolos Anthul·lis
- 1967-1968 – Mikhalakis Triandafil·lidis
- 1968-1969 – Takis Skarparis
- 1969-1971 – Kostandinos Lukos
- 1971-1974 – Mikhalakis Zivanaris
- 1974-1975 – Kikis Lazaridis
- 1975-1983 – Iàkovos Filippu
- 1983-1988 – Mikhalakis Zivanaris
- 1988-1991 – Andreas Papaèl·linas
- 1991-1992 – Kikkos Fotiadis
- 1992-1994 – Mike Ioannidis
- 1994-1996 – Khristos Triandafil·lidis
- 1996-1999 – Urànios Ioannidis
- 1999-2000 – Dinos Palmas
- 2002-2004 – Dinos Fissentzidis
- 2004-2007 – Giannos Ioannu
- 2007-2008 – Kostas Skhizas
- 2008-2009 – Khristòdulos Èl·linas
- 2009–2011 – Pròdromos Petridis
- 2011–2012 – Aris Vassilópulos
- 2012–2014 – Khristóforos Potamitis
- 2014–present – Màrios Kharalambos

## Palmarès

### Futbol
- Lliga xipriota de futbol (28): 1936, 1937, 1938, 1939, 1940, 1947, 1948, 1949, 1952, 1965, 1973, 1980, 1986, 1990, 1992, 1996, 2002, 2004, 2007, 2009, 2011, 2013, 2014, 2015, 2016, 2017, 2018, 2019
- Copa xipriota de futbol (19): 1937, 1941, 1947, 1951, 1963, 1968, 1969, 1973, 1976, 1978, 1979, 1984, 1993, 1995, 1996, 1997, 1999, 2006, 2008
- Supercopa xipriota de futbol (10): 1963, 1984, 1986, 1992, 1993, 1996, 1999, 2002, 2004, 2008

### Basquetbol
- Lliga xipriota de bàsquet (9): 1976, 1979, 1981, 1995, 1996, 1998, 1999, 2002, 2009
- Copa xipriota de bàsquet (11): 1973, 1979, 1984, 1986, 1991, 1993, 1994, 1995, 1996, 2002, 2003
- Supercopa xipriota de bàsquet (9): 1972, 1976, 1986, 1994, 1995, 1996, 1998, 2001, 2002

### Voleibol
- Lliga xipriota de voleibol (7): 1971, 1979, 1980, 1981, 1983, 1984, 1985
- Copa xipriota de voleibol (5): 1979, 1981, 1982, 1984, 1985